# Norton Knatchbull, 3. Earl Mountbatten of Burma
Norton Louis Philip Knatchbull, 3. Earl Mountbatten of Burma (* 8. Oktober 1947 in London) ist ein britischer Peer. Bis 2005, dem Tod seines Vaters, führte er den Höflichkeitstitel Lord Romsey, danach bis zum Tod seiner Mutter 2017 seinen väterlichen Titel Baron Brabourne.

## Leben
Knatchbull wurde als ältester Sohn von Patricia Knatchbull, 2. Countess Mountbatten of Burma und John Knatchbull, 7. Baron Brabourne geboren.
Mountbatten wurde an der Dragon School in Oxford und der Gordonstoun School, Elgin, Moray, Schottland ausgebildet. Anschließend studierte er an der University of Kent in Südwestengland.
Wie sein Vater begann er, in der britischen Filmindustrie zu arbeiten. Bei A Bridge Too Far war er Location Manager. Bei Tod auf dem Nil sowie der Fernsehserie Quatermass war er als Associate Producer tätig.
Als sein Vater am 23. September 2005 verstarb, erbte er die Titel Baron Brabourne von Brabourne im County of Kent in der Peerage of the United Kingdom und die Baronetcy von Mersham Hatch in County of Kent in der Baronetage of England. Nach dem Tod seiner Mutter am 13. Juni 2017 wurde er 3. Earl Mountbatten of Burma. Dieser Titel wurde für seinen Großvater, Admiral of the Fleet Lord Louis Mountbatten, den letzten Vizekönig von Indien, in der Peerage of the United Kingdom geschaffen.
Er ist Nachkomme von Queen Victoria, seine Ururgroßmutter mütterlicherseits war deren zweite Tochter Prinzessin Alice von Großbritannien und Irland. Durch seine Mutter ist er ein Cousin zweiten Grades von König Charles III.; Prinz Philip war der Taufpate von Norton Knatchbull, und er wiederum ist Taufpate von William, Prince of Wales.

## Heirat und Kinder
Am 20. Oktober 1979 heiratete Knatchbull in der Romsey Abbey von Romsey in Hampshire Penelope Meredith Eastwood (* 16. April 1953), eine Tochter von Reginald Wray Frank Eastwood (1912–1980), der als Besitzer einer Steakhauskette zum Millionär wurde, und dessen Frau Marian Elizabeth Hood (* 1928). Dort hatten auch seine Eltern 1946 geheiratet. Nur zwei Monate vor Knatchbulls Heirat wurde sein Großvater Louis Mountbatten, 1. Earl Mountbatten of Burma, sein jüngerer Bruder Nicholas Knatchbull sowie seine 83-jährige Großmutter Doreen Knatchbull, Baroness Brabourne, am 27. August 1979 bei einem Anschlag der IRA getötet.
Er lebt mit seiner Familie in Broadlands, Hampshire.
Der 3. Earl Mountbatten of Burma und seine Frau haben drei Kinder:
- Nicholas Louis Charles Norton Knatchbull, Lord Brabourne (* 15. Mai 1981), heiratete im Juli 2021 Ambre Pouzet. Sie haben einen Sohn.
- Lady Alexandra Victoria Edwina Diana Knatchbull (* 5. Dezember 1982), heiratete am 25. Juni 2016 Thomas Hooper, CEO von Third Space Learning. Sie haben zwei Söhne.
- Hon. Leonora Louise Marie Elizabeth Knatchbull (25. Juni 1986–22. Oktober 1991). Sie starb an Nierenkrebs.

## Wappen
| Wappen des 3. Earl Mountbatten of Burma | Blasonierung: „Geviert, in Blau ein goldenes diagonales Band in Gold (Knatchbull); in Weiß mit zwei Balken (Mountbatten); ein hessischer Löwe, der für die Herkunft aus dem Haus Hessen steht; das Wappen von Prinzessin Alice von Großbritannien und Irland. Helmzier: Die erste Helmzier stammt von den Knatchbull; die zweite Helmzier verweist auf die Mountbatten und die dritte auf das Haus Hessen. Schildhalter: Die Schildhalter sind zwei gekrönte stehende Löwen. Wahlspruch: vorn: IN CRUCIFIXI GLORIA MEA (Mein Ruhm ist im Kreuz) (Knatchbull); hinten: IN HONOUR BOUND (In Ehre gebunden) (Mountbatten).“ |
| Wappen des 3. Earl Mountbatten of Burma | Wappenbegründung: Das Wappen wurde 1966 verliehen. |